# しがの夷織
しがの 夷織（しがの いおり、1978年2月18日 - ）は、日本の漫画家。北海道出身。血液型はO型。

## 来歴・人物
以下雑誌の版元はいずれも小学館。
1998年、『少女コミック』9月増刊号にて掲載された「どきどき」でデビュー。
デビュー後は『Sho-Comi』を中心に執筆活動を行なっていたが、「かぽ──ん(>_<)!」連載終了を期に2008年からは『Sho-Comi』の妹雑誌、『ChuChu』へと主な活動の場を移行した。
しかし2009年12月、主な活動の場としていた『ChuChu』が休刊。これに伴い、同誌公式サイトにて『プチコミック』への移籍を発表した。
現在は『プチコミック』へ移籍後も、『Sho-Comi』増刊号へは読み切りやシリーズ化として執筆活動を行っている。

## 刊行作品
- まかせなさい!!
- ケダモノと私
- いじわるダーリン
- ガ・マ・ンできない（全7巻）
- ガ・マ・ンできないスペシャル
- そんな声だしちゃイヤ!（全7巻）
- そんな声出しちゃイヤ!スペシャル
- かぽ──ん(>_<)!（全3巻）
- チェリー♥らぶ
- キスだけじゃかえさない。（全4巻）
- めちゃモテハニィ　（全3巻）
- 男子禁止っ!!
- はなしてなんてあげないよ（全2巻）
- デビ彼
- 秘密でスキャンダル
- 最強HELP×××（全2巻）
- 王子様の言うとおりっ（全2巻）
- ニャンニャンしたい♥
- もっとニャンニャンしたい♥
- 先生がだんなさま♥（既刊1巻）

### オムニバス作品
- 秘密 Hなナイショ話
- LOVE&TEARS
- 本能〜もっと乱れたい